# Cassida laotica
Cassida laotica es un insecto coleóptero de la familia Chrysomelidae.
Fue descrita científicamente en 2002 por Borowiec.